# Traduttorese
Il traduttorese (dall'inglese translationese), a volte anche traduzionese, è una varietà linguistica immaginaria, risultato di una cattiva traduzione.

## Origine del termine
Il termine in lingua inglese si forma dall'unione di translation («traduzione») più il suffisso -ese, solitamente impiegato in parole riguardanti nazionalità e lingue (es. chinese, cinese, o japanese, giapponese). In italiano si è applicato il medesimo meccanismo, unendo il sostantivo «traduttore» al suffisso «-ese». Il termine è considerato un neologismo.

## Caratteristiche
Il traduttorese si crea quando, nel testo tradotto, si possono individuare caratteristiche appartenenti alla lingua di partenza, come per esempio l'uso di vocaboli della lingua originale, di calchi, o l'impiego di una sintassi fortemente simile a quella del testo di partenza, che non tenga conto della struttura della lingua d'arrivo. La lingua risultante è una «imitazione della lingua di partenza», che ignora la «specificità di ogni singola lingua». Il traduttorese viene paragonato da Edoardo Sanguineti ad altri linguaggi, come il burocratese (linguaggio tipicamente utilizzato dalla burocrazia e dai documenti da essa prodotti) o il «chimichese» (linguaggio proprio della chimica e difficilmente comprensibile ai non esperti). Alberto Arbasino, nel 1989, vi ravvisò una tendenza d'uso da parte dei giovani, che subivano l'influenza della struttura e del vocabolario della lingua inglese.
A seconda della lingua madre del traduttore, il traduttorese assumerà un aspetto differente, specialmente per quanto riguarda i testi ad alto contenuto tecnico. Un traduttore che come lingua madre ha quella di partenza incapperà più facilmente in errori grammaticali o sintattici, giacché non padroneggia la lingua d'arrivo; un traduttore che invece debba tradurre da una lingua straniera verso la propria sarà soggetto all'influenza del testo originale, convinto che sia necessaria la sola resa della terminologia tecnica, generando così una situazione di interferenza linguistica. Un esempio di traduttorese è portato da Diana Santos, che evidenzia un errore di traduzione dalla lingua portoghese alla lingua inglese: la frase «Marco Semprónio ficou pensativo, e depois fitou o rosto moreno.» viene tradotta con «Marcus Sempronius remained pensive, and then his eyes rested on the visitor's dark face.» L'errore sta nella traduzione del verbo ficar in portoghese, che normalmente significa restare, rimanere, ma che utilizzato in diverse combinazioni può modificare il proprio significato: in questo caso, è utilizzato con il significato di «divenire»; la traduzione corretta è pertanto «Marcus Sempronius became thoughtful». Questo esempio evidenzia l'influenza della lingua di partenza sulla resa della traduzione.